# Rómulo Gessi
Rómulo Gessi (Rávena, 30 de abril de 1813 - Suez, 24 de abril de 1881), también conocido como Gessi Pasha, fue un geógrafo, explorador y militar italiano del noreste de África, en especial las zonas de Sudán y del Río Nilo. 

## Biografía

### Primeros años
Nació en un barco con destino a Constantinopla, hijo de Marco Gessi, abogado y cónsul inglés en el Imperio Otomano, y de la armenia Elisabetta Clarabett. Pasó la adolescencia con su padre en Constantinopla, entonces capital del Imperio Otomano, y en otras regiones de los Balcanes donde su padre ejercía su misión diplomática. Quedó huérfano de padre a los once años y, por instigación de Lord Canning, asistió a la academia militar de Wiener Neustadt, en Austria, y más tarde a la prusiana de Halle, en Alemania, a expensas del gobierno inglés.

### Misiones internacionales
Gracias a su perfecto conocimiento no sólo del italiano sino también de otros siete idiomas (alemán, inglés, francés, turco, armenio, griego y ruso) obtuvo numerosos encargos diplomáticos y militares. En 1848 consiguió un trabajo en el consulado británico en Bucarest.
Como soldado luchó en las fuerzas británicas en la Guerra de Crimea (1854-1855), actuando como intérprete y aquí conoció al segundo teniente Charles George Gordon, con quien formó una amistad duradera. Este lo describía en el año 1881 así: «Sujeto italiano, de 49 años, de baja estatura y de contextura compacta. Un hombre genial y decidido. Nacido para especializarse en la ingeniería de mecánica. Debió haber nacido en 1560, no en 1832. Debido a tener la misma actitud que sir Francis Drake, había participado en muchos asuntos políticos mezquinos. Fue interprete de las Fuerzas de su Majestad en Crimea y se incorporó a la sede de la Artillería Real».

Después de la guerra regresó a Londres, trabajando más tarde como topógrafo para Lloyds Shipping Register en Sulina, Rumania.

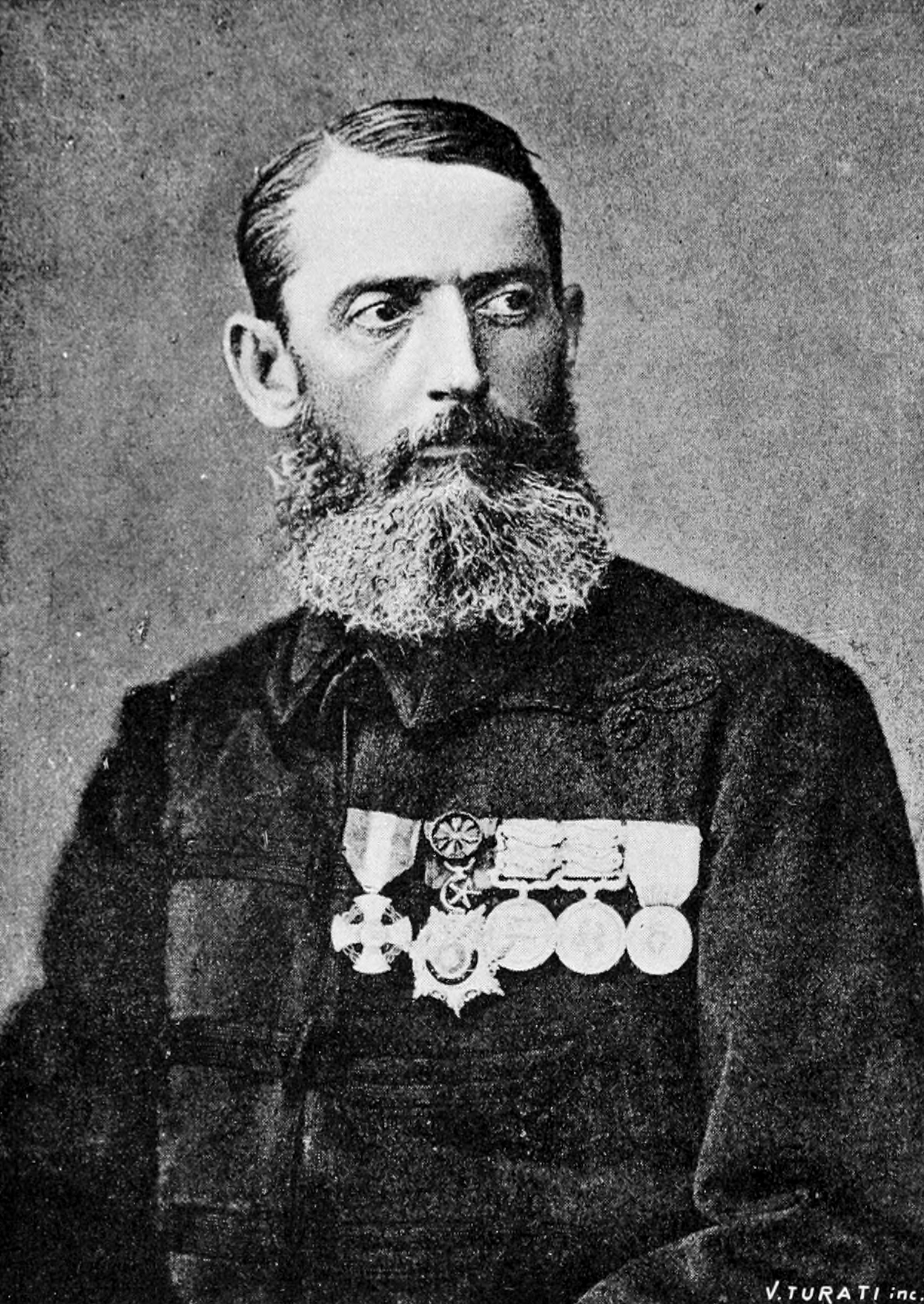
Rómulo Gessi

Habiendo abandonado Rumania en 1859, tras el estallido de la segunda guerra de Independencia italiana, luchó con el general Giuseppe Garibaldi en la campaña de Trentino. Al final de las operaciones, una vez proclamado el Reino de Italia, solicitó la ciudadanía italiana, por ser hijo de un diplomático inglés de origen italiano, que le fue concedida. Al regresar a la vida civil, se casó con una violinista rumana de Pressnitz (Prisecnice), Maria Purkart, con quien tuvo siete hijos. Durante sus aventuras en África adoptó a Saida, una niña pigmea originaria de Sudán.  
En 1870 renunció a Lloyd y se unió a su hermana Ersilia en Tulcea, donde construyó un molino y un gran aserradero a vapor, pero al año siguiente tuvo que vender el negocio porque chocó repetidamente con las autoridades otomanas locales, a las que acusó de opresión e impuestos injustos.

### Campañas en África
Llamado a África en 1873 por su amigo Gordon, que se había convertido en gobernador de la provincia de Sudán, llegó allí en 1874. Recibió el grado de mayor en el ejército egipcio y la tarea de reprimir la revuelta que había estallado entre la tribu shilluk. Gessi fue responsable de establecer puestos militares en el río Baḥr el Ghazal y a lo largo del Nilo Blanco, así como de estudiar el comercio de esclavos, entonces gestionado principalmente por comerciantes árabes.   
En 1875, recibió del gobernador Gorodn la tarea de descubrir si el Nilo Blanco fluía o no del lago Alberto, y verificar si existían conexiones entre este lago y la cuenca del río Congo. Partió en marzo de 1876 junto con el explorador Carlo Piaggia, circunnavegaron el lago y comprobaron que desembocaba en el Nilo. Debido a la imprecisión de los levantamientos cartográficos que realizó y a la espesa vegetación del lago, no pudo determinar la ruta del emisario sur de la cuenca. Durante esa misma exploración fue el primer europeo en avistar los picos nevados del Ruwenzori.  
En diciembre regresó a Jartum, donde fue recibido con todos los honores por Gordon, condecorado y recompensado con un pequeño premio en efectivo. Cuando se quejó del trato recibido, Gordon se dirigió a él con una desafortunada frase «Qué lástima que no seas inglés», lo que desencadenó la reacción inmediata de Gessi, llegando incluso a arrojar al suelo su tarbush, el típico tocado rojo del ejército egipcio, y dimitiendo de inmediato.  
Gessi escribió una memoria de la expedición a la Sociedad Geográfica de París titulada Exploration du lac Albert Nyanza, par M. Romolo Gessi, lettre au président de la Société de Géographie de Paris.   

### Exploraciones inconclusas
A su regreso a Italia, Gessi fue condecorado por la Sociedad Geográfica Italiana y en enero de 1877, al enterarse del nombramiento de Gordon como Gobernador General del Sudán, viajó a El Cairo en busca de un nuevo empleo, pero se sintió decepcionado al no conseguirlo. Regresó a Italia para organizar una nueva expedición a lo largo del río Sobat, un afluente del Nilo Blanco, con fines exploratorios y comerciales, pero una vez que llegó a Suez, el equipaje de la expedición y todos los instrumentos científicos se perdieron en un incendio en abril de 1877.  
Regresó nuevamente a Italia y reunió fondos para organizar otra expedición junto con Pellegrino Matteucci, con el objetivo de llegar a Kaffa, en el sur de Etiopía, con dos objetivos: investigar el comercio local y encontrar rastros de los exploradores G. Chiarini y A. Cecchi, de quienes no se tenían noticias desde hacía tiempo. Después de navegar por el Nilo Azul estudiando al pueblo oromo, los dos exploradores llegaron a Fadasi, donde encontraron hostilidad por parte de los jefes locales y tuvieron que regresar, llegando a Jartum en junio de 1878.
Gessi intentó organizar otra expedición al Sobat y fundar una casa comercial italiana. Debido al estallido de una rebelión en Darfur y luego de otra mucho más peligrosa en Baḥr el Ghazal, la expedición tuvo que posponerse.

### Campaña militar contra los esclavistas
Al recuperar la buena relación con Gordon, Gessi aceptó la oferta del Gobernador General de liderar la campaña militar contra el hijo rebelde de Zibēr Rahmat Pasha, Suleimān Bey, y erradicar el flagelo del tráfico de esclavos que estaba devastando el territorio. Los traficantes, árabes y europeos, tenían su base en Darfur y conseguían a sus esclavos en las regiones de Baḥr el Ghazal. Habiendo salido de Jartum en el vapor Bordeen en julio de 1878, con el nombramiento de teniente de la región de Baḥr el Ghazal, asumió el mando de un ejército nominal de unos diez mil hombres, equipado con algunas piezas de artillería. Este ejército sólo existía en el papel, ya que las deserciones, las enfermedades y la corrupción habían reducido su fuerza a unos cuarenta hombres, que posteriormente aumentó a cerca de dos mil.
La campaña militar terminó en julio de 1879, cuando Suleimān Bey, rodeado por tropas egipcias, se vio obligado a rendirse y fue rápidamente fusilado junto con otros notables. Aunque Gessi logró derrotar a los traficantes de esclavos y devolver la región rebelde al control del virrey de Egipto, la situación en el Sudán, que se encaminaba hacia la guerra mahdista, hizo que su victoria fuera incierta desde el punto de vista político. Gessi fue nombrado pachá y gobernador de Bahr al-Ghazal y de la provincia ecuatorial, pero se encontró con la oposición del componente árabe que veía la dominación turco-egipcia como opresiva. Aunque Gessi había comenzado a construir carreteras y escuelas, hecho navegable el curso inferior del Jur, abriendo una rápida ruta de comunicación con el Nilo, y enviado millones de liras en marfil y caucho al gobierno egipcio, se dio cuenta de que su situación personal era incierta, y a finales de 1880 decidió llegar a El Cairo para defenderse personalmente de las acusaciones que se habían lanzado contra él.  

### Regreso a Italia
Navegó por el Nilo desde las regiones ecuatoriales hacia Jartum, a bordo del viejo vapor Saphia, que iba sobrecargado de gente. El barco permaneció varado en las marismas de Sudd durante tres meses, durante los cuales buena parte de los pasajeros, unas cuatrocientas cincuenta personas, murieron de penurias, hambre y enfermedades. Los supervivientes fueron rescatados cuando el vapor Ismailia llegó a Saphia en enero de 1881, pero Gessi estaba gravemente enfermo y desembarcó en Jartum en un estado lamentable. A pesar de los intentos de disuadirlo, se embarcó inmediatamente para llegar a Berber, y luego en veinte días cruzó el desierto en una litera transportada por dos camellos, llegando en marzo a Suakin, donde conoció a un compatriota, el explorador  Luigi Pennazzi, que le ayudó hasta su muerte. Juntos se embarcaron hacia Suez en el vapor egipcio Zagazig el 18 de abril. El día 22, fue trasladado al hospital francés de Suez, donde pudo recibir honores de Fernando de Lesseps y del virrey de Egipto, Tawfīq Pasha.
Murió en los brazos de Pennazzi, en la tarde del 24 de abril. Los restos, transportados a Italia por la Sociedad Africana de Nápoles, fueron enterrados en el cementerio de Rávena, lugar de origen de la familia paterna.
Su hijo Felice Gessi publicó un libro de las memorias de su padre, llamado Sette anni nel Sudan egiziano [Siete años en el Sudán egipcio].  